# Ohlsteinbruch bei Steinau an der Straße
Der Ohlsteinbruch bei Steinau an der Straße ist ein Naturschutzgebiet auf dem Gebiet der Stadt Steinau an der Straße im Main-Kinzig-Kreis in Hessen.  Das Gebiet umfasst den aufgelassenen Basalt-Steinbruch „Ohl“ sowie Wald- und Wacholderheideflächen. Die wertvollen Vegetationsbestände aus landschaftsprägenden Wacholderheiden mit artenreichen Borstgrasrasen und mageren Mähwiesen begründen die Schutzwürdigkeit des Naturschutzgebietes. Eine große Standortvielfalt zeichnet den naturnahen Bereich des alten Steinbruchs aus und es konnten sich wertvolle Lebensräumen für Amphibien, Reptilien, Vögel und Wirbellose entwickeln.

## Lage

### Geographische Lage
Das Naturschutzgebiet liegt nordöstlich der Kernstadt Steinau an der Straße direkt an der westlich verlaufenden A 66 und östlich der Landesstraße L 3179. Das Schutzgebiet ist auf einer Höhe von 250 bis 359 Metern gelegen.

### Naturräumliche Zuordnung
Es befindet sich in der naturräumlichen Obereinheit Odenwald, Spessart und Südrhön (D55) und gehört zum Naturraum Sandstein-Spessart. Das Naturschutzgebiet ist in der naturräumlichen Untereinheit Schlüchterner Becken (141.6) gelegen. Die waldreiche und grünlandgeprägte Kulturlandschaft stellt eine schutzwürdige Landschaft in Deutschland dar.

## Geologie
Das Naturschutzgebiet befindet sich in einem känozoischen Gebirge mit Schichten aus dem Vulkangebiet Vogelsberg und in einem mesozoischen Gebirge mit Schichten des Schlüchterner Beckens. Die prägenden Gesteine sind: Alkali-Olivin-Basalte, Tuffe, Solifluktions-Schutt aus basaltischen Gesteinen mit Lehm und Kalk-Dolomitstein. Das Ergussgestein Basalt wurde in dem ehemaligen Steinbruch abgebaut. Der Basalt entstand als Erstarrungsprodukt zu Beginn der letzten Eiszeit als gewaltige Lavamassen aus dem Vulkangebiet Vogelsberg an die Erdoberfläche gelangt sind.

## Bedeutung
Das 25,43 Hektar große Gebiet mit der Kennung 1435034 ist seit dem Jahr 1984 als Naturschutzgebiet ausgewiesen. Zudem ist das Schutzgebiet deckungsgleich mit dem Flora-Fauna-Habitat-Gebiet „Ohlsteinbruch bei Steinau an der Straße“. Die Fläche ist somit Bestandteil des europäischen Netzwerkes Natura 2000. Das FFH-Gebiet wurde durch die Verordnung des Landes über die Natura 2000 Gebiete in Hessen im Jahre 2008 unter Schutz gestellt.

## Flora und Fauna

### Flora
Das Naturschutzgebiet weist die geschützten Lebensraumtypen: Borstgrasrasen (0,36 Hektar), Wacholderheiden (Juniperus-communis-Formationen, 1,21 Hektar), Silikat-Felsen mit ihrer Felsspaltenvegetation (0,50 Hektar) und Waldmeister-Buchenwald (Asperulo-Fagetum, 3,10 Hektar) auf. Rund ein Fünftel der Fläche (19 Prozent) nehmen Buchenwälder ein. Stark forstlich geprägte Laubwälder haben circa den gleichen Flächenanteil mit 21 Prozent. Nadelwälder kommen nur kleinräumig mit 11 Prozent vor. Mischwälder stocken auf 18 Prozent der Fläche. Auf lediglich 8 Prozent der Fläche ist Borstgrasrasen und Magerrasen vorherrschend. Rund 7 Prozent des Gebietes stellen Grünlandstandorte dar. Insofern nehmen die ökologisch wertgebenden Offenlandgesellschaften nur einen Flächenanteil von 15 Prozent ein. In den artenreichen Mähwiesen kommt das kalk- und wärmeliebende Brand-Knabenkraut (Neotinea ustulata), eine stark gefährdete Orchideenart, vor.

### Fauna
Aufgrund der geringen Nährstoffversorgung ist die Dichte an Heuschrecken, Tagfaltern und phytophager Insektengruppen erhöht. So konnte das Vorkommen des Gesprenkelten Pappelspanners (Stegania cararia), eine seltene und wärmeliebende Schmetterlingsart, von Reiner Zell als Erstnachweis in Hessen im Naturschutzgebiet im Jahre 2000 erbracht werden. Der vorhandene Strukturreichtum und  die zahlreichen Übergänge zwischen Offenland und Wald (Ökotone) bieten gute Bedingungen für die Vogelwelt (Avifauna). Neuntöter (Lanius collurio) und Rotmilan (Milvus milvus) wurden im Schutzgebiet im Jahre 1992 nachgewiesen. Die Gelbbauchunke (Bombina variegata) kam in dem Gebiet in früheren Jahren vor. Die seltene Amphibienart konnte jedoch bei einer Untersuchung im Jahre 2003 nicht bestätigt werden.

## Nutzungsgeschichte
Zwischen 1880 und 1930 wurde im ehemaligen Steinbruch Basalt abgebaut. Danach wurde der aufgelassene Steinbruch teilweise mit Fichten- und Ahorn-Bäumen aufgeforstet und der Sukzession überlassen. Das Offenland entstand zum einen auf den ehemaligen Weideflächen für Schafe (Wacholderheiden) und zum anderen auf feuchten Streuwiesen-Standorten. Die Streuwiesen wurden traditionell einmal im Jahr, im September gemäht und das Mahdgut wurde zur Einstreu für die Stallungen genutzt. Die Ausweisung als Naturschutzgebiet erfolgte im Jahre 1984.  Pflegemaßnahmen und Schafsbeweidung werden seither zur Offenhaltung der wertvollen Grünlandstandorte durchgeführt. Auch standortfremde Gehölze wie Fichte und Robinie (Robinia pseudoacacia) wurden entfernt.